# Wishful Sinful
«Wishful Sinful» (с англ. — «Полный греха и желания») — песня, написанная гитаристом The Doors Робби Кригером и исполненная The Doors . Выпущенная в марте 1969 года в  альбоме  The Soft Parade , «Wishful Sinful» следует общей теме альбома, включая элементы классической музыки . Она достигла № 44 на Billboard Hot 100 в 1969 году.
Сингл достиг максимума в № 3 в Дании и остался в Топ-10 в течение месяца.